# Humphry Ditton
Humphry Ditton (n. 29 mai 1675 la Salisbury – d. 15 octombrie 1715) a fost un matematician englez, cu contribuții în domeniul curbelor și mecanicii.

## Biografie
Tatăl său a fost un mic proprietar, care a avut probleme din motive religioase.
A urmat școala protestantă, după care a deținut funcția de ministru în comitatul Kent, apoi a fost profesor de matematică.
S-a ocupat de lucrările matematicianului William Whiston și este influențat de Isaac Newton.
În urma unui experiment soldat cu o explozie, este rănit și capătă o cangrenă, în urma căreia își pierde viața.

## Scrieri
- On the Tangents of Curves;
- Treatise on Spherical Catoptrics;
- 1706: An Institution on the Fluxions Containing the First Principles, Operations, an Applications on that Admirable Method Invented by Sir Isaac Newton;
- 1712: Treatise on Perspective.

1. 1 2  Humphry Ditton, Internet Philosophy Ontology project, accesat în 9 octombrie 2017
2. 1 2  Humphry Ditton, SNAC, accesat în 9 octombrie 2017
3. 1 2  Autoritatea BnF, accesat în 10 octombrie 2015
4. ↑  „Humphry Ditton”, Gemeinsame Normdatei, accesat în 20 decembrie 2014
5. ↑  „Humphry Ditton”, Gemeinsame Normdatei, accesat în 10 mai 2014